# Дългокрака бъбрица
Дългокраката бъбрица (Anthus pallidiventris) е вид птица от семейство Стърчиопашкови (Motacillidae).

## Разпространение
Видът е разпространен в Ангола, Габон, Екваториална Гвинея, Камерун, Демократична република Конго и Република Конго.